# Атавды
Атавды (баш. Атауҙы) — деревня в Абзелиловском районе Башкортостана, относится к Янгильскому сельсовету.  Согласно переписи 2020 года население составляло 567 человек.
С 2005 г. имеет современный статус, с 2007 г. носит современное название.

## Географическое положение
Расстояние до:
- районного центра (Аскарово): 52 км,
- центра сельсовета (Янгельское): 15 км,
- ближайшей железнодорожной станции (Магнитогорск-Пассажирский): 60 км.

## История
Статус деревни, сельского населённого пункта, посёлок 4-го отделения Янгильского совхоза получил согласно Закону Республики Башкортостан от 20 июля 2005 года № 211-з «О внесении изменений в административно-территориальное устройство Республики Башкортостан в связи с образованием, объединением, упразднением и изменением статуса населенных пунктов, переносом административных центров», ст.1:

6. Изменить статус следующих населенных пунктов, установив тип поселения — деревня:
1) в Абзелиловском районе:…

х) поселка 4-го отделения Янгильского совхоза Янгильского сельсовета
До 10 сентября 2007 года называлась деревней 4-го отделения Янгильского совхоза.

## Население
| 1968 | 2002 | 2009 | 2010 |
| ---- | ---- | ---- | ---- |
| 399  | ↗553 | ↘525 | ↗614 |

Национальный состав
Согласно переписи 2002 года, в посёлке 3-го отделения совхоза «Янгильский» преобладающая национальность — башкиры (99 %)

## Религия
В деревне есть мечеть.

## Достопримечательности
Западный и южный берега озера Атавды - ботанические памятники природы.